# Kazimierz Suffczyński
Kazimierz Sylwester Suffczyński z Sufczyna herbu Szeliga – pisarz lubelski w latach 1718–1744, stolnik łukowski w latach 1715–1718, cześnik łukowski w latach 1711–1715.
Poseł województwa lubelskiego na sejm z limity 1719/1720 roku i na sejm nadzwyczajny 1733 roku.